# Oliver Ames
Pour les articles homonymes, voir Ames (homonymie).
Oliver Ames (4 février 1831 - 22 octobre 1895) est un homme politique américain.

## Biographie
Fils de Oakes Ames et neveu de Oliver Ames, Jr. (en), il suit ses études à l'Université Brown, avant de rentrer dans les affaires familiales.
Il est membre du Sénat du Massachusetts de 1881 à 1882, lieutenant-gouverneur du Massachusetts de 1883 à 1887 et gouverneur du Massachusetts de 1887 à 1890.
Il est le père du botaniste Oakes Ames.